# For You (Selena-Gomez-Album)
For You ist ein Greatest-Hits-Album der amerikanischen Sängerin und Schauspielerin Selena Gomez. Es wurde am 28. November 2014 veröffentlicht. For You ist das letzte Album, welches Gomez beim Label Hollywood Records veröffentlichte. Das folgende Album Revival erschien bei Interscope Records.

## Entstehung und Veröffentlichung
Schon Anfang des Jahres 2014 gab es Gerüchte um ein neues Album von Selena Gomez. Konkrete Gerüchte um ein „Greatest-Hits Album“ begannen im Sommer 2014. Offiziell bestätigt wurde das Album am 17. Oktober 2014 seitens der Universal Music Group. Sie gaben einen Erscheinungstermin im Dezember und zwei neue Songs bekannt. Am 31. Oktober erschien, ohne die Erlaubnis des Plattenlabels, auf der französischen Ausgabe von Amazon.com die Titelliste, welche einige Tage später wieder zurückgenommen wurde. Seitens Gomez wurde das Album erst am 6. November 2014 bestätigt, als es möglich war das Album vorzubestellen.
For You beinhaltet Lieder von Selena Gomez’ Solokarriere sowie einige Lieder von ihr und ihrer Band Selena Gomez & the Scene.
Es enthält alle Singles, die Gomez bis dato veröffentlicht hat, außer Hit the Lights. Zu dem Projekt sagt Gomez folgendes: „Ich liebe all meine Songs so sehr, dass ich mich entschieden habe dieses Album zu veröffentlichen...Es ist wie ein Kollektion der letzten 5 Jahre meines Lebens, sowie all meiner Lieblings Songs die ich zwischen meinen 15 bis 22 Jahren aufgenommen habe.“
Tell Me Something I Don’t Know war Gomez’ erster Song, der es in die amerikanischen Billboard Hot 100 Charts geschafft hat und der erste Song, welcher für das Debütalbum der Band Kiss & Tell (2009) aufgenommen wurde. Falling Down war die erste Single, die Gomez mit ihrer Band veröffentlicht hat. Round & Round ist die erste Single aus A Year Without Rain, dem zweiten Album der Band (2010). Who Says und Love You Like a Love Song sind beide aus dem dritten Album der Band When the Sun Goes Down (2011) und sind außerdem die erfolgreichsten Titel, die Selena Gomez mit The Scene veröffentlicht hat. Come & Get It und Slow Down sind die beiden Singles aus Selena Gomez erstem Solo-Album Stars Dance (2013). Come & Get It ist außerdem das erfolgreichste Lied Selena Gomez’ gesamter Karriere. Naturally und A Year Without Rain erschienen beide als eine Remix Version von Dave Audé. Beide Songs erschienen schon auf dem Remix-Album von Selena Gomez & the Scene The Club Remixes (2011).
Am 1. April 2015 erschien auf den Streaming-Plattformen Spotify und Tidal eine EP-Version des Albums. Es enthält vier Songs, unter anderem die zwei neuen Lieder The Heart Wants What It Wants und Do It, sowie Forget Forever (ST£FAN Remix) und Más (spanische Version von More).

## Neue Songs
Es wurde am 17. Oktober 2014 von der Universal Music Group bekannt gegeben, dass sich zwei neue Lieder auf dem Album befinden werden, welche aber seitens Selena Gomez oder Hollywood Records zu dem Zeitpunkt noch nicht bestätigt wurden.
The Heart Wants What It Wants wurde schon am Anfang des Jahres aufgenommen. Im Februar postete Selena Gomez ein Bild aus dem Video von The Heart Wants What It Wants, mit dem Titel ...Secret project. The Heart Wants What It Wants erschien am 6. November 2014.
Der zweite neue Song trägt den Titel Do It. Er erschien einige Tage vor dem Veröffentlichungsdatum des Albums im Internet. Es bekam ein hohes Interesse seitens der Medien aufgrund seines Textes und der Themen. Gomez selbst verglich den Song mit den Veröffentlichungen von Lily Allen und beschrieb das Lied als "süßen, kleinen und eingängigen" Bonustrack auf dem Album.
Beide Songs wurden von Antonina Armato und Tim James geschrieben und von Rock Mafia produziert. Sie sind schon für ihre Arbeit mit Selena Gomez bekannt und produzierten unter anderem die Lieder Naturally, Love You Like a Love Song, My Dilemma und Stars Dance.
Auf dem Album befinden sich außerdem bisher unveröffentlichte Versionen von einigen ihrer Lieder: My Dilemma 2.0, „Más“ (die spanische Version von „More“) sowie eine Coverversion des Songs Bidi Bidi Bom Bom der verstorbenen Latino-Sängerin Selena Quintanilla-Pérez. Das Lied „My Dilemma 2.0“ sollte ursprünglich als Duett mit dem Sänger Flo Rida herausgebracht werden, aber in der veröffentlichten Version wurde der Part von Flo Rida herausgeschnitten.

## Promotion
For You hatte keine grundlegende Werbung im Vorfeld der Veröffentlichung, nicht wie die anderen Alben, bei denen schon im Vorfeld in sozialen Netzwerken heftig Werbung gemacht wurde. Nach der Veröffentlichung begab sich Gomez auf eine Radiosender-Tour, wo sie Interviews zu ihrem neuen Album und der ersten Single The Heart Wants What It Wants hielt.
Selena Gomez sang The Heart Wants What It Wants am 23. November 2014 live bei den American Music Awards. Nach dem Auftritt stieg The Heart Wants What It Wants bis auf Platz 2 der iTunes-Charts und in dem amerikanischen Billboard Hot 100 um 20 Plätze bis auf Platz 6.

## Singleauskopplungen
The Heart Wants What It Wants
The Heart Wants What It Wants wurde von Antonina Armato, Tim James und David Jost geschrieben und von Rock Mafia produziert. Veröffentlicht wurde es am 6. November 2014. Parallel dazu erschien auf Vevo auch das Video. In Deutschland erreichte die Single Platz 53, in Österreich Platz 48 und in der Schweiz Platz 52. Es wurde in den Vereinigten Staaten mit einer goldenen Schallplatte ausgezeichnet. The Heart Wants What It Wants ist einzustufen als ein Popsong mit Electropop- und Trip-Hop-Einflüssen.

## Preise und Nominierungen
| Jahr | Preis                    | Kategorie               | Lied                          | Resultat |
| ---- | ------------------------ | ----------------------- | ----------------------------- | -------- |
| 2014 | Vevo Certified           | 100.000.000 Aufrufe     | The Heart Wants What It Wants | Gewonnen |
| 2014 | RyanSeacrest.com         | Song of the Year 2014   | The Heart Wants What It Wants | Gewonnen |
| 2015 | Radio Disney Music Award | Bester Schlussmach-Song | The Heart Wants What It Wants | Gewonnen |

## Titelliste
| 1.  | The Heart Wants What It Wants                    | Antonina Armato, Tim James, Selena Gomez                                                          | Rock Mafia, Devrim Karaoğlu                             | 3:47 |
| 2.  | Come & Get It                                    | Ester Dean, M.S Eriksen, T.E Hermansen                                                            | Star Gate, Dreamlab, Ester Dean                         | 3:51 |
| 3.  | Love You Like a Love Song                        | Antonina Armato, Tim James, Adam Schmalholz                                                       | Rock Mafia, Devrim Karaoğlu                             | 3:08 |
| 4.  | Tell Me Something I Don’t Know                   | Antonina Armato, Ralph Churchwell, Michael Nielsen                                                | Rock Mafia, Devrim Karaoğlu                             | 2:55 |
| 5.  | Who Says                                         | Emanuel Kiriakou, Priscilla Hamilton                                                              | Emanuel Kiriakou                                        | 3:16 |
| 6.  | My Dilemma 2.0                                   | Antonina Armato, Tim James, Devrim Karaoğlu                                                       | Rock Mafia                                              | 3:09 |
| 7.  | Round & Round                                    | Kevin Rudolf, Andrew Bolooki, Fefe Dobson, Jeff Halavacs                                          | Kevin Rudolf, Andrew Bolooki, Jeff Halavacs             | 3:06 |
| 8.  | Forget Forever (Boy Lightning Remix)             | Jason Evigan, Clarence Coffee, Alexander Izquierdo, Jordan Johnson, Stefan Johnson, Marcus Lomaxv | The Monsters and the Strangerz, Jason Evigan, Dan Brook | 4:11 |
| 9.  | Slow Down                                        | Lindy Robbins, Julia Michaels, Niles Hollowell-Dhar, David Kuncio, Freddy Wexler                  | The Cataracs, David Kuncio                              | 3:30 |
| 10. | A Year Without Rain (Dave Audé Radio Remix)      | Lindy Robbins, Toby Gad                                                                           | Toby Gad                                                | 3:54 |
| 11. | Naturally (Dave Audé Radio Remix)                | Antonina Armato, Tim James, Devrim Karaoğlu                                                       | Rock Mafia                                              | 3:22 |
| 12. | Más (More – Spanish Version)                     | Edgar Cortazar, Isaac Hasson, Mher Filian, Lindy Robbins                                          | Super Spy, Edgar Cortazar                               | 3:30 |
| 13. | Bidi Bidi Bom Bom feat. Selena Quintanilla-Pérez | Pete Astudillo, Selena Quintanilla-Pérez                                                          |                                                         | 4:15 |
| 14. | Falling Down                                     | Ted Bruner, Trey Vittetoe, Gina Schock                                                            | Ted Bruner, Trey Vittetoe                               | 3:05 |
| 15. | Do It                                            | Selena Gomez, Antonina Armato, Tim James, David Jost                                              | Rock Mafia                                              | 2:40 |
|     | iTunes-Bonus                                     |                                                                                                   |                                                         |      |
| 16. | The Heart Wants What It Wants (Video)            | Antonina Armato, Tim James, Selena Gomez                                                          | Rock Mafia                                              | 4:35 |

EP
| #  | Titel                         | Autor(en)                                                                                         | Produzent(en)                                           | Länge |
| -- | ----------------------------- | ------------------------------------------------------------------------------------------------- | ------------------------------------------------------- | ----- |
| 1. | The Heart Wants What It Wants | Antonina Armato, Tim James, Selena Gomez                                                          | Rock Mafia, Devrim Karaoğlu                             | 3:47  |
| 2. | Forget Forever (ST£FAN Remix) | Jason Evigan, Clarence Coffee, Alexander Izquierdo, Jordan Johnson, Stefan Johnson, Marcus Lomaxv | The Monsters and the Strangerz, Jason Evigan, Dan Brook | 4:11  |
| 3. | Do It                         | Selena Gomez, Antonina Armato, Tim James, David Jost                                              | Rock Mafia                                              | 2:40  |
| 4. | Más (More – Spanish Version)  | Edgar Cortazar, Isaac Hasson, Mher Filian, Lindy Robbins                                          | Super Spy, Edgar Cortazar                               | 3:30  |

## Kommerzieller Erfolg

### Chartplatzierungen
| ChartsChartplatzierungen       | Höchstplatzierung | Wochen |
| ------------------------------ | ----------------- | ------ |
| Österreich (Ö3)                | 73 (1 Wo.)        | 1      |
| Vereinigte Staaten (Billboard) | 24 (19 Wo.)       | 19     |
| Vereinigtes Königreich (OCC)   | 64 (1 Wo.)        | 1      |

### Auszeichnungen für Musikverkäufe
| Land/Region                  | Auszeichnungen für Musikverkäufe (Land/Region, Auszeichnung, Verkäufe) | Verkäufe  |
| ---------------------------- | ---------------------------------------------------------------------- | --------- |
| Brasilien (PMB)              | Gold                                                                   | 20.000    |
| Mexiko (AMPROFON)            | Gold                                                                   | 30.000    |
| Neuseeland (RMNZ)            | Gold                                                                   | 7.500     |
| Vereinigte Staaten (RIAA)    | Gold                                                                   | 2.900.000 |
| Vereinigtes Königreich (BPI) | Gold                                                                   | 100.000   |
| Insgesamt                    | 5× Gold ·                                                              | 3.057.500 |

Hauptartikel: Selena Gomez/Auszeichnungen für Musikverkäufe